# Allan Bengtsson
Allan Bengtsson, född 30 juni 1889 i Karlskrona, död 7 maj 1955 i Karlskrona, var en svensk friidrottare (höjdhopp). Han tävlade för Karlskrona AIF.
Bengtsson deltog vid OS i London 1908 där han kom på 14:e plats i stående höjdhopp.
Han satte år 1908 nytt svenskt rekord i stående höjdhopp genom att förbättra Nils Hartzells gamla rekord på 1,42 m från år 1907 till 1,47 m. Han behöll rekordet tills Rolf Smedmark år 1911 förbättrade det till 1,48 m.

### Fotnoter
1. 1 2  SOK Arkiverad 25 februari 2010 hämtat från the Wayback Machine. Läst 2015-07-03
2. ↑  Nordisk familjeboks sportlexikon, band 4 (1941), spalt 208